# Wabana (Minnesota)
Wabana (offiziell: Wabana Township) ist ein Township, also eine Gebietskörperschaft (Gemeinde), von Minnesota, dem 32. Bundesstaat der Vereinigten Staaten von Amerika.
Es liegt im Itasca County etwa 20 km nördlich von Grand Rapids, dem Verwaltungssitz (englisch County Seat) des Counties. Etwa 20 % von Wabana ist von Seen bedeckt, darunter der gleichnamige Wabana-See, Bluewater, Trout und die Hanson-Seenkette. Hier leben rund 500 Menschen in etwa 200 Haushalten.